# Erin Wall
Erin Wall, née le 4 novembre 1975 à Calgary et morte le 8 octobre 2020 à Mississauga,est une chanteuse soprano canado-américaine.

## Biographie
Basée à Vancouver, elle travaille majoritairement à l'Opéra lyrique de Chicago, compagnie avec laquelle elle apparaît dans quatorze productions entre 2001 et 2018. Elle est réputée pour ses performances dans les opéras de Mozart et de Strauss. Elle est invitée à jouer des rôles principaux au Metropolitan Opera de New York, La Scala de Milan et l'Opéra de Paris,.
Elle étudie à l’Université Western Washington, à la Sheperd School of Music et à l’Université Rice à Houston. Elle se formera aux côtés de Marylin Horne. 
Elle fait ses débuts internationaux sur scène en 2002 avec l’Orchestre Symphonique de Londres et le chef Andrew Davis. Par la suite elle retravaillera avec lui à diverses occasions.  
En 2003, elle atteint la finale du concours BBC Cardiff Singer of the World ce qui attire l’attention internationale du public.  
En 2005, elle rejoint la production de Cosi fan tutte de Patrice Chéreau où elle tint le rôle de Fiordiligi. Sa carrière est pleinement lancée.  
Tout au long de sa carrière, elle a eu l’occasion de travailler aux côtés de chef d’orchestre tels que Mariss Jansons, Edward Garnder, Pierre Boulez ou encore Andrew Davis.  
Pour des raisons de santé, elle met fin à sa carrière musicale le 19 janvier 2020 après être montée une dernière fois sur scène aux côtés de l’Orchestre symphonique de Birmingham et de la chef d'orchestre Mirga Gražinytė-Tyla. 
Elle décède le 9 octobre 2020 d’un cancer du sein contre lequel elle luttait depuis fin 2017.